# Lijst van voormalige Nederlandse openbaarvervoerbedrijven
Hieronder een (onvolledige) lijst van voormalige openbaarvervoerbedrijven in Nederland.

## A
- Autobusdienst Apeldoorn - Arnhem Gebr. Robart (AAA)
- Aken-Maastrichtsche Spoorweg-Maatschappij (AM, Maastricht; 1845-1867)
- Algemeene Transport Onderneming (ATO, Utrecht; 1927-1948)
- Altena's Lokale Autobus Diensten (ALAD, Wijk en Aalburg; 1923-1979)
- Area (Oss; 2004-2006)
- Autobedrijf "De Zuidwesthoek" (ZWH, Balk; 1940-1974)
- Autobusbedrijf Gebr. Van Gog (Van Gog, Capelle aan den IJssel; 1923-1967)
- Autobusdienstonderneming Salland (Salland, Deventer; 1942-1976)
- Autobusonderneming A. Meussen (Meussen, Maastricht; 1925-1980)
- Autobusonderneming Atbonta
- Autobusonderneming Den Helder (AODH, Den Helder; 1971-1982)
- Autobusonderneming Texel (AOT, Den Burg)
- Auto Maatschappij 'Zeeland' (AMZ, Goes; 1947-1985)

## B
- Van Ballegooijen (Haaften)
- Betuwsche Stoomtramweg-Maatschappij (BSM, Bemmel; 1907-1935)
- Betuwse Streekvervoer Maatschappij (BSM, Tiel; 1966-1971)
- Bildtse Autobus onderneming (BABO; 1924-1938, overgenomen door LABO)
- Brabantsche Buurtspoorwegen en Autodiensten (BBA, Breda; 1934-2001)

## C
- Centraal Nederland (CN, Aalsmeer / Zeist, later Utrecht; 1973-1994)
- Centrale Vervoersdienst (CVD, Nijmegen; 1956-1997), nu Novio
- Citosa (Boskoop; 1928-1969)
- De City (Eindhoven; 1928-1972)
- Cramers Autobus Onderneming (CAO, Grevenbicht; 1925-1980)

## D
- Damster Auto-Maatschappij (DAM, Appingedam; 1921-1970)
- Dedemsvaartsche Stoomtramweg-Maatschappij (DSM, Dedemsvaart; 1885-1936)
- Dijkhuizen (Spakenburg)
- Dijkstra's Autobus Dienst (DAB, Epe)
- Dordtsche Autobus Dienst Janny (DAD Janny, Dordrecht; 1923-1928)
- Drentsche Auto-Bus Onderneming (DABO, Meppel; 1933-1963)
- Drentse Vervoer Maatschappij (DVM, Meppel; 1963-1996)

## E
- Eerste Beeker Autobus Dienst (EBAD, Beek); 1938-1977)
- Eerste Dordrechtse Autobusdienst (EDA, Dordrecht; 1922-1924)
- Eerste Dordtsche Autobus Dienst (EDAD, Dordrecht; 1924-1956)
- Eerste Drentsche Stoomtramweg Maatschappij (EDS, Hoogeveen; 1903-1963)
- Eerste Gorinchemse Autobus Onderneming (EGAO, Gorinchem)
- Eerste Groninger Tramway-Maatschappij (EGTM, Veendam; 1879-1912)
- Eerste Lopikse Autobusdienst (ELAD, Lopik)
- Eerste Meierijsche Autobedrijf (EMA, Valkenswaard; 1921-1987)
- Eerste Noord-Hollandse Autobus Onderneming (ENHABO, Landsmeer; 1921-1991)
- Eerste Tielsche Autobus- en Touringcar Onderneming (ETAO, Tiel)
- Eerste Tielsche Autobus Onderneming (ETAO, Tiel; 1923-1971)
- Egberts' Zonen (Millingen aan de Rijn; 1921-1980)
- Van Eldik (Gouda)
- Elema-Stollenga's Autodiensten (ESA, Marum; 1927-1979)
- Eltax (Leiden)

## F
- Flevodienst (Lelystad; 1959-1981)
- Friese Autobus Maatschappij (FRAM, Heerenveen; 1971-1996)

## G
- Gemeentetram Groningen (GTG, Groningen; 1906-1949)
- Gemeente Vervoerbedrijf Arnhem (GVA, Arnhem; 1949-1993)
- Gemeentelijk Autobusbedrijf Maastricht (GABM, Maastricht)
- Gemeentelijk Vervoerbedrijf Groningen (GVG, Groningen; 1949-1997)
- Geldersche Tramweg-Maatschappij (GTM, Doetinchem; 1881-1953)
- Geldersch-Overijsselsche Lokaalspoorweg-Maatschappij (GOLS, Winterswijk; 1878-1928)
- Geldersch-Overijsselsche Stoomtram Maatschappij (GOSM, Lochem; 1885-1944)
- Gelderse Streekvervoer Maatschappij (GSM, Doetinchem; 1977-1993)
- Gelderse Tramwegen (GTW, Doetinchem; 1934-1957)
- Gelderse Vervoer Maatschappij (GVM, Doetinchem; 1993-1996)
- Gemengd Bedrijf Haagsche Tramweg-Maatschappij (GBHTM / HTM, Den Haag, 1927-2002) (nu HTM Personenvervoer)
- Van Gog (Capelle aan den IJssel; 1923-1967)
- Gooische Stoomtram (GS, Amsterdam; 1880-1930)
- Gooische Tramweg-Maatschappij (GoTM, Amsterdam; 1930-1944)
- Groninger Autobusdienst Onderneming (GADO, Hoogezand / Groningen; 1924-1999)
- Groningsch-Drentsche Spoorwegmaatschappij Stadskanaal-Ter Apel-Rijksgrens (S.T.A.R., Stadskanaal; 1914-1959)
- Groningsch-Drentsch Snelvervoer (GDS, Haren; 1939-1975)
- Gemeentelijk Vervoerbedrijf Utrecht (GVU, Utrecht; 1904-2013)
- Gemeentetram Oudewater
- Gemeentetram Zaltbommel

## H
- Hollumer Autobus Onderneming (HABO, Hollum)
- Gemengd Bedrijf Haagsche Tramweg-Maatschappij (GBHTM / HTM, Den Haag, 1927-2002) (nu HTM Personenvervoer)
- De Haas (Veenendaal)
- Harmanni (Assen; 1930-1986)
- Hollandsche Buurtspoorwegen (HB , Den Haag; 1895-1935)
- Hollandsche Electrische-Spoorweg-Maatschappij (HESM, Amsterdam; 1898-1936)
- Hollandsche IJzeren Spoorweg-Maatschappij (HSM, Amsterdam; 1837-1937)
- Hoornsche Omnibus en VrachtAuto Maatschappij (HOVAM, Hoorn, 1920)

## I
- IJsel Stoomtramweg-Maatschappij (IJSM, Den Haag; 1882-1893)
- Internationale Autobus-Onderneming (IAO, Eijgelshoven / Nieuwenhagen; 1938-1986)

## K
- Kabo (Vleuten)
- K.L.M. Autobusbedrijf (KLM-ABB, Den Haag / Schiphol)
- Kupers (Weert)

## L
- Leeuwarder Auto Bedrijf (LAB, Leeuwarden; 1920-1970)
- Leeuwarder Auto Bus Onderneming (LABO, Leeuwarden; 1925-1971)
- Limburg Expres (Limex; 2002-2006)
- Limburgsche Tramweg Maatschappij (LTM, Heerlen; 1921-1977)
- Lobithse Autobus Dienst (LAD, Lobith)
- Locaalspoorwegmaatschappij Hollands Noorderkwartier (HN, Hoorn; 1884-1935)
- Locaalspoorweg-Maatschappij Neede-Hellendoorn (1904-1935)
- Lochemse Autobusdienst Ondernemingen (LADO, Lochem)

## M
- Van Maanen (Harderwijk)
- Maarse & Kroon (MK, Aalsmeer; 1923-1973)
- Maas-Buurtspoorweg (MBS, Gennep; 1913-1948)
- Maatschappij tot Exploitatie van Staatsspoorwegen (SS, Den Haag; 1863-1937)
- Maatschappij tot Exploitatie van Tramwegen (MET, Den Haag; 1890-1946)
- Marnedienst (Zoutkamp; 1938-1967)
- Meussen (Maastricht; 1925-1980)
- Midnet (Amersfoort); 1994-1999)
- Millennium Transportation International (MTI, Hoogeveen; 2001-2004)
- De Mol-Pelikaan (Boxtel)
- P. Mulder Hoensbroek (PMH, Hoensbroek; 1924-1980)

## N
- NAL (Ter Aar; 1926-1980)
- Nedam's Autobus Onderneming (NAO, Roermond; 1924-1977)
- Nederlandsche Auto Car Onderneming (NACO, Purmerend / Alkmaar; 1924-1972)
- Nederlandsche Buurtspoorweg-Maatschappij (NBM, Utrecht; 1900-1973)
- Nederlandsche Centraal-Spoorweg-Maatschappij (NCS, Utrecht; 1860-1934)
- Nederlandsche Rhijnspoorweg-Maatschappij (NRS, Utrecht; 1843-1890)
- Nederlandsche Tramweg Maatschappij (NTM, Heerenveen; 1880-1956)
- Nederlandsche Zuid-Ooster Spoorweg-Maatschappij (NZOS; 1872-1894)
- Henri Nefkens (Amersfoort)
- Noord-Brabantsch-Duitsche Spoorweg-Maatschappij (NBDS, Gennep; 1973-1925)
- Noord-Brabantsche Stoomtramweg-Maatschappij (NBSM; 1880-1893)
- Noord-Friesche Locaalspoorweg-Maatschappij (NFLS, Leeuwarden; 1899-1935)
- Noord-Zuid-Hollandsche Stoomtramweg-Maatschappij (NZHSTM, Hillegom / Haarlem; 1881-1946)
- Noord-Hollandsche Tramweg-Maatschappij (NHT, Amsterdam; 1888-1893)
- Noord-Hollandse Auto-Dienst Onderneming "Bergen-Binnen" (NHADO, Bergen; 1924-1971)
- NoordNed (Leeuwarden; 1999-2006)
- Noord-Nederlandse Verkeersmaatschappij "Roland" (Roland, Slochteren; 1938-1963)
- Noordoosterlocaalspoorweg-Maatschappij (NOLS; 1899-1938)
- Noord-Ooster Transport (NOT, Nijverdal; 1952-1973)
- Noord-Oost-Friesche Autobusonderneming (NOF, Dokkum; 1938-1971)
- Noord-Westhoek (NWH, Zwartsluis; 1938-1992)
- Noord-Zuid-Hollandsche Vervoer Maatschappij (NZH, Haarlem; 1946-1999)

## O
- Van Oeveren (Zierikzee; 1927-?)
- Oldenzaal-Nordhorn-Oldenzaal-Gronau (ONOG, Oldenzaal; 1936-1976)
- Onderlinge Auto Omnibus Maatschappij (OAOM, Capelle aan den IJssel; 1923-1967))
- Onze Tram (Rossum; 1927-1983)
- Oosterom (Beverwijk)
- Ooster Stoomtram-Maatschappij (OSM; 1882-1927)
- Oostnet (1996-1999)
- Overijsselsche Autobusdiensten (OAD, Holten; 1924-2003)

## P
- Pieper (Schoonebeek; 1927-2004)

## R
- Reiscentrale Twente (RCT, Hengelo (Overijssel); 1957-1977)
- Van de Rijdt (Grave; 1923-1941)
- Rijnlandsche Stoomtramweg-Maatschappij (RSTM; 1881-1883)
- Rijn Spoorweg (RS; 1843-1845)
- Roland (Slochteren; 1938-1963)
- Rotterdam-Munster Spoorweg-Maatschappij
- Rotterdamsche Tramweg Maatschappij (RTM, Rotterdam; 1878-1978)

## S
- Salland (Deventer; 1942-1976)
- Schutte Tours Zwolle (Zwolle; 1937-1982)
- Spoorwegmaatschappij Leiden-Woerden (1872-1899)
- Spoorwegmaatschappij "De Veluwe" (SV, Barneveld; 1896-1934)
- Spoorweg-Maatschappij De Zuider Kogge (ZK, Hoorn; 1903-1936)
- Spoorweg-Maatschappij Meppel-Balkbrug (MB, Meppel; 1905-1951)
- Spoorweg-Maatschappij Zuid-Beveland (SZB; 1927-?)
- Stadsbus Maastricht (SBM, Maastricht; ?-2006)
- Stadsvervoer Nederland (SVN; ?-2008)
- Stichtse Tramway Maatschappij (STM, Utrecht; 1879-1882)
- Stoom Tram Auto Combinatie Gebr. de Vries (Staco, Sint Jacobiparochie; 16-02-1932)
- Stoomtram-Maatschappij Breskens-Maldeghem (SBM, Aardenburg; 1887-1975)
- Stoomtram 's-Hertogenbosch-Helmond-Veghel-Oss (HHVO; 1920-1935)
- Stoomtramweg Bergen op Zoom - Tholen (BT; 1882)
- Stoomtramweg-Maatschappij Antwerpen - Bergen op Zoom - Tholen (ABT; 1886-1935)
- Stoomtramweg-Maatschappij Bergen op Zoom - Tholen (BT; 1882-1886)
- Stoomtramweg Maatschappij Bussum - Huizen (1883-1917)
- Stoomtramweg-Maatschappij Oldambt – Pekela (SOP, Finsterwolde; 1882-1941)
- Stoomtramweg-Maatschappij Oostelijk Groningen (OG, Winschoten; 1915-1948)
- Stoomtramweg-Maatschappij 's-Bosch-Helmond ('sBH; 1881-1918)
- Stoomtramweg Maatschappij West Friesland (SMWF, Hoorn; 1892-1909)
- Stoomtramweg Tilburg-Waalwijk (TW; 1893-1898)
- Streef (Culemborg)
- Streekvervoer Zuid-West-Nederland (ZWN, Zierikzee; 1978-1994)

## T
- Tensen (Soest; 1930-1980)
- Thoolse Autobus Diensten (TAD)
- Tramweg-Maatschappij De Meijerij (TM, Eindhoven; 1897-1935)
- Tramweg-Maatschappij Eindhoven-Geldrop (TEG, Geldrop; 1888-1921)
- De Twee Provinciën (TP, Rotterdam; 1942-1974)
- Twentsche Autobus Dienst (TAD, Enschede; 1923-1984)
- Twentsche Electrische Tramweg Maatschappij (TET, Enschede; 1904-1997)

## U
- Utrechtse Lokaalspoorweg Maatschappij (ULS; 1896-1934)
- Utrechtse Vervoer Onderneming (UVO; 1957-1968)

## V
- Vaassen's Autobus Dienst en Autohandel (VADAH, Echt; 1931-1970)
- De Valk (Valkenburg (Limburg); 1928-1980)
- Vancom Nederland (1994-1998)
- Van Iperen en Verhoef's Auto-Vervoer Onderneming (VIVAVO, Schoonhoven)
- Veldhuis (Aalten; 1924-1994)
- Velox (Andelst)
- De Veluwe (SV, Barneveld; 1896-1934)
- Veluwse Autodienst (VAD, Ermelo; 1923-1981)
- Veolia Transport Nederland (Veolia Transport; 1997-2016)
- NV Autobusdiensten Vereeniging
- Verenigde Autobusdiensten Gouda-Utrecht (VAGU, Oudewater; 1942-1987)
- Verenigde Autobus Diensten VAD (Apeldoorn; 1981-1994)
- Verenigd Streekvervoer Limburg (VSL, Heerlen; 1978-1994)
- Verenigd Streekvervoer Nederland (VSN; 1989-1999)
- Verenigd Streekvervoer Westnederland (WN, Boskoop; 1968-1994)
- Verhoef (Driebruggen; 1926-2002)
- Vervoermaatschappij "De Twee Provinciën" (TP, Rotterdam; 1942-1974)
- Vervoersonderneming Noord-Nederland (VEONN; 1996-1999)
- Vitesse (Moergestel; 1924-1948)

## W
- NV West-Friesche Auto Car Onderneming (WACO, Hoorn, 1922-1940, eerst de Eerste West-Friesche Auto-Omnibusdienst EWFAO)
- Werkhovense Autobus Onderneming (WABO, Werkhoven / Wijk bij Duurstede; 1902-1981)
- Westlandsche Stoomtramweg Maatschappij (WSM, Loosduinen; 1881-1969)
- Westnederland (WN, Boskoop; 1968-1994)
- Wierdensche Algemeene Transport Onderneming (WATO, Nijverdal)
- Van de Wijngaard, voerde voor de Vereeniging een aantal ritten uit tussen Utrecht en IJsselstein
- Van der Wijst ("Stadsverkeer Den Helder", Huisduinen)
- Winkel (Vriezenveen)

## Z
- Zeeuwsch-Vlaamsche Tramweg-Maatschappij (ZVTM, Terneuzen; 1911-1978)
- De Zuider Kogge (ZK, Hoorn; 1913-1935)
- Zuider Stoomtramweg-Maatschappij (ZSM; 1880-1935)
- Zuid-Hollandsche Electrische Spoorweg-Maatschappij (ZHESM, Den Haag; 1900-1923)
- Zuid-Nederlandsche Stoomtramweg-Maatschappij (ZNSM, Breda; 1889-1935)
- Zuidooster Autobusdiensten (ZO, Gennep; 1949-1994)
- Zuid-West-Nederland (ZWN, Zierikzee; 1978-1994)
- Zuidwesthoek (ZWH, Balk; 1940-1974)
- ZWN-Groep (Boskoop, 1994-1999)